# Piskavica (Banja Luka)
Piskavica (szerbül: Пискавица), falu Banja Luka községben, Bosznia-Hercegovinában, Bosanska krajina területén, a Szerb Köztársaságban. 

## Fekvése
Bosznia-Hercegovina északi részén, Banja Lukától légvonalban 20, közúton 27 km-re északnyugatra, 170-250 méteres magasságban, a Potkozarje területén, a Banja Lukáról Prijedor felé vezető úttól délre fekszik. 

## Népessége
| Nemzetiségi csoport | Népesség 1991 | Népesség 2013 |
| ------------------- | ------------- | ------------- |
| Szerb               | 3729          | 2661          |
| Bosnyák             | 0             | 1             |
| Horvát              | 15            | 8             |
| Jugoszláv           | 27            | 0             |
| Egyéb               | 26            | 3             |
| Összesen            | 3798          | 2673          |

## Története
Ezen a területen az emberi élet folytonossága a történelem előtti időkre vezethető vissza. A régészeti leletek tanúsága szerint a falu területe már a késő bronzkortól fogva lakott volt. A település Šumari nevű részén két olyan erődítmény maradványait megtalálták, mely a késő bronzkorban és a kora vaskorban is használatban volt
A kora középkorban ez a terület a Horvát Királyság része, majd vele együtt a 11. század végétől a Magyar Királyság része volt. Ezen belül 14. és 15. században a Szlavón bánság, majd a bosnyák bánok igazgatása alatt a Boszniai bánság része lett. A török hódítás következtében az itt lakók közül sokan átmenekültek a Száván, sokan elpusztultak, és valószínűleg csak egyharmaduk maradt szülőföldjén.
A település 1878-ig tartozott az Oszmán Birodalomhoz, ekkor a berlini kongresszus határozata alapján az Osztrák-Magyar Monarchia része lett. 1910-ben a Banja Luka-i járáshoz tartozó településeken 287 háztartást, 2336 ortodox szerb, 21 muszlim és 5 római katolikus lakost találtak. A monarchia szétesésével 1918-ban előbb a Szerb-Horvát-Szlovén Királyság, majd 1929-től a Jugoszláv Királyság része. 1921-ben a községnek összesen 326 háztartása és 1124 lakosa volt. Jugoszlávia megszállása után a Független Horvát Állam (NDH) része lett. 
1942-ben a Szent Három Királyok napján az Usztasa 126 embert ölt meg Piskavicán. A Banja Luka felől vonattal érkező usztasák az ivanjskai pályaudvaron hagyták el a vonatot, szétszéledtek és bementek a faluba, megölve mindenkit, akivel az úton vagy a házakban találkoztak. Egy évvel korábban 1941. július 31-én és 1941. augusztus 2-án az Usztasa Omarska térségében és a környező falvakban 168 lakost ölt meg, megtorlásul a Piskavica és Omarska közötti vasútvonal felrobbantásért.
1945-től a szocialista Jugoszlávia része volt. A daytoni békeszerződést követő területfelosztásnál Banja Luka község részeként a Szerb Köztársaság területéhez került.

## Kultúra
- KUD Piskavica Kulturális és Művészeti Egyesület

- A KUD Piskavica és Banja Luka város Idegenforgalmi Szervezete szervezésében minden évben nyáron kerül megrendezésre a „Kozarski Etno” Nemzetközi Folklórfesztivál, amely Kozara és Potkozarje kulturális örökségét hivatott népszerűsíteni.

## Oktatás
Szent Cirill és Metód Általános Iskola

## Nevezetességei
- Donja Piskavica Szentháromság tiszteletére szentelt pravoszláv templomát 1996-ban szentelték fel.

- Gornja Piskavica Úr mennybemenetele pravoszláv templomát 2008-ban szentelték fel.

- Bedem Kotlanica – őskori erődítmény maradványai. A lelőhely platójának mérete nagyjából 33x18 méter, melyet három oldalról 2-3 méter magas sánc védett, míg az északi oldalon egy kisebb, ovális tumulus határolta. Korát a bronzkorra és/vagy a vaskorra tették.[4]

- Grad - őskori erődítmény maradványai, melyek egy kisebb földnyelven találhatók. A 30x60 méteres erősséget az északi oldalon kettős, a keleti oldalon pedig normál sánc védte, a többi oldalon pedig meredek lejtő határolta. Korát a késő bronzkorra és a kora vaskorra tették.[4]